# Seward County (Kansas)
Seward County ist ein County im Bundesstaat Kansas der Vereinigten Staaten. Der Verwaltungssitz (County Seat) ist Liberal. Das U.S. Census Bureau hat bei der Volkszählung 2020 eine Einwohnerzahl von 21.964 ermittelt.

## Geographie
Das County liegt im Südwesten von Kansas, grenzt im Süden an Oklahoma und hat eine Fläche von 1659 Quadratkilometern, wovon drei Quadratkilometer Wasserfläche sind. Es grenzt in Kansas im Uhrzeigersinn an folgende Countys: Haskell County, Meade County und Stevens County.

## Geschichte
Seward County wurde am 20. März 1873 gebildet. Benannt wurde es nach William Henry Seward, einem US-amerikanischen Politiker und Außenminister unter den US-Präsidenten Abraham Lincoln und Andrew Jackson.

## Demografische Daten
Nach der Volkszählung im Jahr 2000 lebten im Seward County 22.510 Menschen in 7419 Haushalten und 5504 Familien im Seward County. Die Bevölkerungsdichte betrug 14 Einwohner pro Quadratkilometer. Ethnisch betrachtet setzte sich die Bevölkerung zusammen aus 65,44 Prozent Weißen, 3,78 Prozent Afroamerikanern, 0,77 Prozent amerikanischen Ureinwohnern, 2,86 Prozent Asiaten, 0,06 Prozent Bewohnern aus dem pazifischen Inselraum und 23,81 Prozent aus anderen ethnischen Gruppen; 3,27 Prozent stammten von zwei oder mehr Ethnien ab. 42,14 Prozent der Bevölkerung waren spanischer oder lateinamerikanischer Abstammung.
Von den 7419 Haushalten hatten 43,5 Prozent Kinder unter 18 Jahren, die mit ihnen gemeinsam lebten. 59,6 Prozent waren verheiratete, zusammenlebende Paare, 10,0 Prozent waren allein erziehende Mütter und 25,8 Prozent waren keine Familien. 20,6 Prozent aller Haushalte waren Singlehaushalte und in 7,8 Prozent lebten Menschen mit 65 Jahren oder darüber. Die Durchschnittshaushaltsgröße betrug 2,98 und die durchschnittliche Familiengröße betrug 3,46 Personen.
32,0 Prozent der Bevölkerung waren unter 18 Jahre alt. 11,7 Prozent zwischen 18 und 24 Jahre, 30,5 Prozent zwischen 25 und 44 Jahre, 16,9 Prozent zwischen 45 und 64 Jahre und 8,9 Prozent waren 65 Jahre alt oder älter. Das Durchschnittsalter betrug 29 Jahre. Auf 100 weibliche Personen kamen 105,3 männliche Personen. Auf 100 erwachsene Frauen ab 18 Jahren kamen 103,7 Männer.
Das jährliche Durchschnittseinkommen eines Haushalts betrug 36.752 USD, das Durchschnittseinkommen einer Familie betrug 41.134 USD. Männer hatten ein Durchschnittseinkommen von 29.765 USD, Frauen 21.889 USD. Das Prokopfeinkommen betrug 15.059 USD.
13,9 Prozent der Familien und 16,9 Prozent der Bevölkerung lebten unterhalb der Armutsgrenze.

## Orte im County
- Arkalon
- Hayne
- Kismet
- Liberal

Townships
- Fargo Township
- Liberal Township
- Seward Township